# Église Saint-André du Mesnil-Durand
Pour les articles homonymes, voir Église Saint-André.
L'église Saint-André est une église catholique située au Mesnil-Durand, en France. Datant des XIIe, XIIIe, XIVe et XVe siècles, elle est inscrite au titre des monuments historiques.

## Localisation
L'église est située dans le département français du Calvados, dans le bourg du Mesnil-Durand.

## Historique
L'édifice est inscrit au titre des monuments historiques depuis le 19 juillet 1926.